# つがる (リンゴ)
‘つがる’（英: ‘Tsugaru’）は、青森県苹果試験場（現 青森県産業技術センターりんご研究所）で育成されたリンゴ（セイヨウリンゴ）の栽培品種である。1930年に‘ゴールデンデリシャス’と‘紅玉’を交配してその実生から選抜され、1975年に‘つがる’として品種登録された。日本における代表的なリンゴの早生品種であり、収穫期は8–9月である。果皮は赤くなり、果肉は緻密で果汁豊富、甘みに対して酸味が少ない。日本では、‘ふじ’に次いで生産量が多い品種である（2023年時点）。

## 特徴
自家不和合性に関わるS遺伝子型はS3S7である。‘つがる’は早生系の品種であり、豊産性、日本における収穫期は8月中旬から9月下旬である。後期落果（収穫前落果）が発生しやすい品種であり、「咳払いすると落ちる」とも言われた。後期落果は、果実が生成するエチレンによって果柄に離層が形成されるためであると考えられており、合成オーキシン剤（2,4-DPやMCPP）を散布することで抑えられる。ただし、オーキシンは果実成熟を促進し貯蔵性を低下させるため、その散布量や時期は適正に行う必要がある。
果実は円形、重さ300グラムほどで早生品種としては大きい。果皮は紅色、縞状に濃紅色に色づく。果皮着色期に気温が高いと、着色しにくくなる。
着色を良くするために果実に一時的に袋をかける有袋栽培を行うこともあり、有袋栽培のものを狭義の「つがる」、無袋栽培のものを「サンつがる」とよぶこともある。ただし、2024年時点では有袋栽培は減少し、多くは無袋栽培になっている。無袋栽培の方が、糖度が高く果汁が多い傾向がある。また、着色しやすい‘つがる’の枝変わり品種（下記参照）も利用されている。果肉は緻密で中位、果汁に富み、糖度は12–13.5%、酸度は0.2–0.3%、甘みは中程度だが酸味が少ない。貯蔵性は低く、常温で2週間、普通冷蔵で1ヶ月程度である。

## 生産
‘つがる’は、日本における代表的なリンゴの早生品種である。2023年度、日本における‘つがる’の生産量は65,800トンであり、リンゴ総生産（603,800トン）の約11パーセント、‘ふじ’（全体5割を占める）に次いで日本で2番目に生産量が多い品種である。各道県の生産量は、青森県（36,700トン）、長野県（17,400トン）、山形県（3,390トン）、岩手県（3,000トン）、北海道（1,680トン）、福島県（1,260トン）の順となっている。
世界の生産量においても、2002年に‘つがる’は21位の品種となっている。2015年の世界（中国を除く）の生産量においても‘つがる’は21位で0.41％を占めていた。

## 歴史
‘つがる’は、青森県苹果試験場（1950年に青森県りんご試験場に改称、2009年以降は青森県産業技術センターりんご研究所）で育成された。1930年に、‘ゴールデンデリシャス’にある品種の花粉を交配し、1943年に生じた実生から選抜された。その後、1970年に‘青り2号’と仮命名され、1975年に‘つがる’として登録された。‘つがる’の花粉親は不明であったが、1990年にDNAの解析から‘紅玉’であることが示されている。
当初、食味はよいが、収穫前の落果が多いこと、普通倉庫に貯蔵すると果実表面に油が浮くこと、着色がよくないなどの理由により、青森県の生産者はあまり注目していなかった。しかし早生系であり、地域によっては8月に収穫できることから注目され、特に長野県では盛んに栽培されるようになった。また落果防止剤の使用や冷蔵貯蔵の一般化、着色のよい枝変わり品種の利用により、前記の欠点は克服され、広く栽培されるようになった。

### 名称
‘つがる’は、当初は「ゴールデン不明」、「不明7号」、「紅林」（岩手県）、「高月」（群馬県）、「早生ふじ」（長野県）などともよばれていた。その後1970年に‘青り2号’と仮命名され、青森県りんご試験場で正式品種名が募集され、‘つがる’の名が選ばれた。もともと‘津軽’という漢字表記の同名品種が1926年にリンゴワタムシ抵抗性品種として命名されていたが、青森県りんご試験場はこの名を育種家から譲ってもらい、1973年に‘つがる’として出願、1975年に登録された。この品種名に対しては、この品種を積極的に利用していた長野県からクレーム（品種名がローカルすぎる）がついたが、青森県内の果物店や多くの種苗業者ですでにこの名が使われていたことから、変更はされなかった。

## 派生品種

### 枝変わり
リンゴは接ぎ木によって増やすため、同じ品種は遺伝的に同一なクローンであるが、まれに突然変異が起こって枝など木の一部が他と異なる性質を示すことがあり、「枝変わり」とよばれる。‘つがる’の枝変わりに由来する果実の着色がよい品種として、‘芳明つがる’、‘ひらかつがる’、‘つがる姫’、‘みすずつがるNo.8’などがある。

### 交配
‘つがる’を交配親とする品種も多く作出されている。
‘つがる’を種子親とする品種として‘北の幸’（花粉親は‘祝’）、‘シナノレッド’（花粉親は‘ビスタベラ’）、‘富香’（花粉親は‘王林’）、はやて（はやてつがる; 花粉親は不明）、‘紅はつみ’（花粉親は‘さんさ’）、‘もりのかがやき’（花粉親は‘ガラ’）などがある。
また、‘つがる’を花粉親とする品種として、‘秋映’（種子親は‘千秋’）、‘おいらせ’（種子親は‘スターキングデリシャス’）、‘かんき’（種子親は‘千秋’）、‘北紅’（種子親は‘リチャードデリシャス’）、‘キュート’（種子親は‘千秋’）、‘シナノスイート’（種子親は‘ふじ’）、‘スイートメロディー’（種子親は‘千秋’）、‘ハックナイン’（種子親は‘ふじ’）、‘ファーストレディ’（種子親は‘さんさ’）、‘未希ライフ’（種子親は‘千秋’）、‘みちのく’（種子親は‘きたかみ’）などがある。